# Ронья, дочь разбойника (сериал, 2024)
«Ронья, дочь разбойника» (швед. Ronja Rövardotter) — шведский художественный сериал режиссёра Лизы Джеймс Ларссон по сценарию Ханса Розенфельдта, экранизация сказочной повести Астрид Линдгрен «Рони, дочь разбойника». Главные роли в нём сыграли Керстин Линден и Кристофер Вагелин. Первые шесть серий шоу вышли на Netflix 28 марта 2024 года, остальные шесть — 24 октября. 12 марта 2024 года появился первый трейлер.

## Сюжет
В основу сценария легла сказочная повесть Астрид Линдгрен, действие которой происходит в лесной глуши. Её герои — девочка Рони и мальчик Бирк, чьи отцы возглавляют две конкурирующие банды разбойников, занявшие две половины заброшенного замка. Рони и Бирк становятся друзьями, так что их отцам тоже приходится помириться.

## В ролях
- Керстин Линден — Рони
- Кристофер Вагелин — Маттис
- Сверрир Гуднасон — Борка
- Криста Косонен — Ловис
- Йохан Ульвесон — Скалле-Пер[7]
- Йоаким Неттерквист — Бьёрн
- Ким Колд — Лаббас
- Бьорн Эльгерд — Тьорм